# Bücker Bü 182
Die Bücker Bü 182 Kornett war ein einmotoriges, einsitziges militärisches Übungsflugzeug des Flugzeugherstellers Bücker Flugzeugbau.

## Geschichte
Entwickelt wurde das Flugzeug 1938 parallel zum doppelsitzigen Schulflugzeug Bücker Bü 181. Der Erstflug des mit einem Walter Mikron II mit 60 PS (44 kW) ausgestattetem Prototyps Bü 182 A erfolgte am 10. November 1938 mit Arthur Benitz an Bord. Das Grundkonzept sah einen einsitzigen militärischen Trainer für Jagd-, Sturz-, Formations-, Verbands- und Navigationsflug vor. Der Aufbau glich der Bü 181. Für die vier gebauten Flugzeuge der Varianten B und C wurde als Motorisierung wurde ein von Bücker selbst entwickelter luftgekühlter Reihenvierzylinder Bü M 700 mit 80 PS (59 kW) verwendet.

## Technische Daten
| Kenngröße             | Bü 182 A                           | Bü 182 B                           | Bü 182 C (D-ERDG)                  |
| --------------------- | ---------------------------------- | ---------------------------------- | ---------------------------------- |
| Besatzung             | 1                                  | 1                                  | 1                                  |
| Länge                 |                                    |                                    | 6,67 m                             |
| Spannweite            |                                    |                                    | 8,60 m                             |
| Höhe                  |                                    |                                    | 1,99 m                             |
| Flügelfläche          |                                    |                                    | 9,80 m²                            |
| Flügelstreckung       |                                    |                                    | 7,5                                |
| Leermasse             |                                    |                                    | 315 kg                             |
| norm. Startmasse      |                                    |                                    | 450 kg                             |
| max. Startmasse       |                                    |                                    | 510 kg                             |
| Reisegeschwindigkeit  |                                    | max. 195 km/h                      | max. 195 km/h                      |
| Höchstgeschwindigkeit |                                    | 205 km/h                           | 205 km/h                           |
| Dienstgipfelhöhe      |                                    | 5000 m                             | 5000 m                             |
| Reichweite            |                                    |                                    | 850 km                             |
| Triebwerk             | ein Walter Mikron II 60 PS (44 kW) | ein Bücker Bü M 700; 80 PS (59 kW) | ein Bücker Bü M 700; 80 PS (59 kW) |
| Bewaffnung            | –                                  | –                                  | 4 × 1,5 kg Übungsbomben            |